# 洪克偉
洪克偉，PDSM，PMSM（1956年2月19日—），前香港警務人員，於2010年接替古樹鴻出任香港警務處行動處處長。他於2013年退休後，在2015年10月1日起出任澳門博彩控股助理營運總裁至今。洪克偉是在香港警隊歷史中第一位由警員晉升至「警務處高級助理處長」職級的警務人員。

## 背景
洪克偉在1973年畢業於聖母院書院中五年級。中六畢業後先任職貿易行文員，再於1974年12月16日加入政府到職郵差崗位。後來，他因為認為警務工作多元化而於1975年加入成為「皇家香港警察」。洪克偉是香港警隊中首位由最初級的警員逐步晉升至「警務處高級助理處長」憲委級的警務人員。他於1984年5月11日晉升為總督察，往後曾擔任銅鑼灣分區指揮官。1990年6月29日升至警司階級。六年後，即1996年3月14日升為高級警司，並於1999年2月11日擢升為總警司。在三十七年的警務生涯中，洪克偉累積了多年行動、刑事調查、訓練及指揮等相關的經驗。他於2000年代前為投訴警察課的高級警司。
他自2001年出任香港警察學院校長一職。直至2002年10月被調回香港警察總部訓練科專責草擬把警察訓練學校升格為警察學院的計劃細節。他在2005年時接替古樹鴻出任助理處長（支援）。後於2006年調任港島總區指揮官。其後到了2010年3月獲晉升警務處高級助理處長，並接掌同由古樹鴻出任過的「行動處處長」一職。同年，洪克偉獲行政長官頒授「警察卓越獎章」。而在工餘時間，他曾自我進修；在2005年完成香港中文大學行政人員工商管理學碩士課程。於2011年修畢澳洲紐卡素大學工商管理學博士學位。
洪克偉在2013年9月正式退休後，按照公務員事務局規定，即首長級公務員退休後2年的「冷河期」完結後，可以於私營機構工作而不需要額外申請。於2015年10月獲聘用為澳門博彩控股助理營運總裁，負責管理澳門新葡京酒店。另外，他於2015年至2017年期間出任過香港足球總會區域安保總監。

## 個人榮譽
- 2001年：香港警察榮譽獎章[22]
- 2001年：香港警察長期服務獎章加敍第一勳扣[23]
- 2008年：香港警察長期服務獎章加敍第三勳扣[24]
- 2010年：香港警察卓越獎章[25]

## 外部連結
- 警隊高層委任，政府新聞處，2010年3月5日（页面存档备份，存于）